# Liste der Auslandsvertretungen Nordkoreas

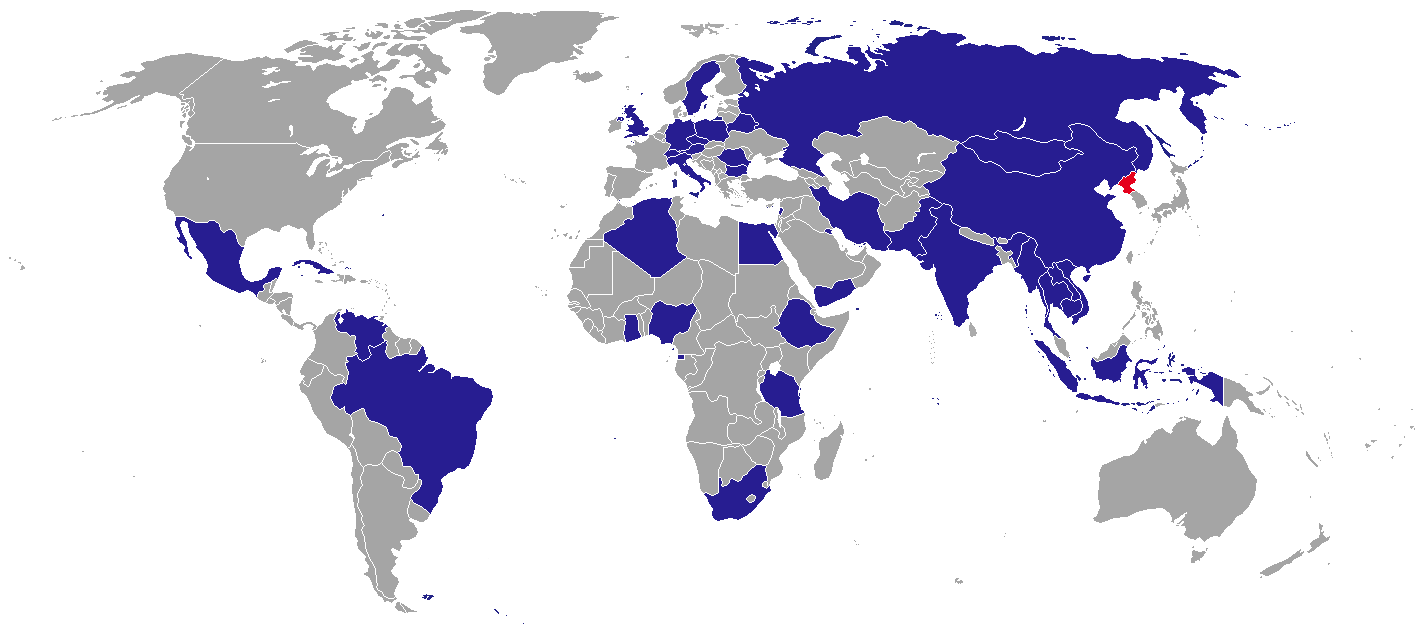
Standorte der diplomatischen Vertretungen Nordkoreas

Dies ist eine Liste der diplomatischen und konsularischen Vertretungen Nordkoreas.

## Diplomatische und konsularische Vertretungen

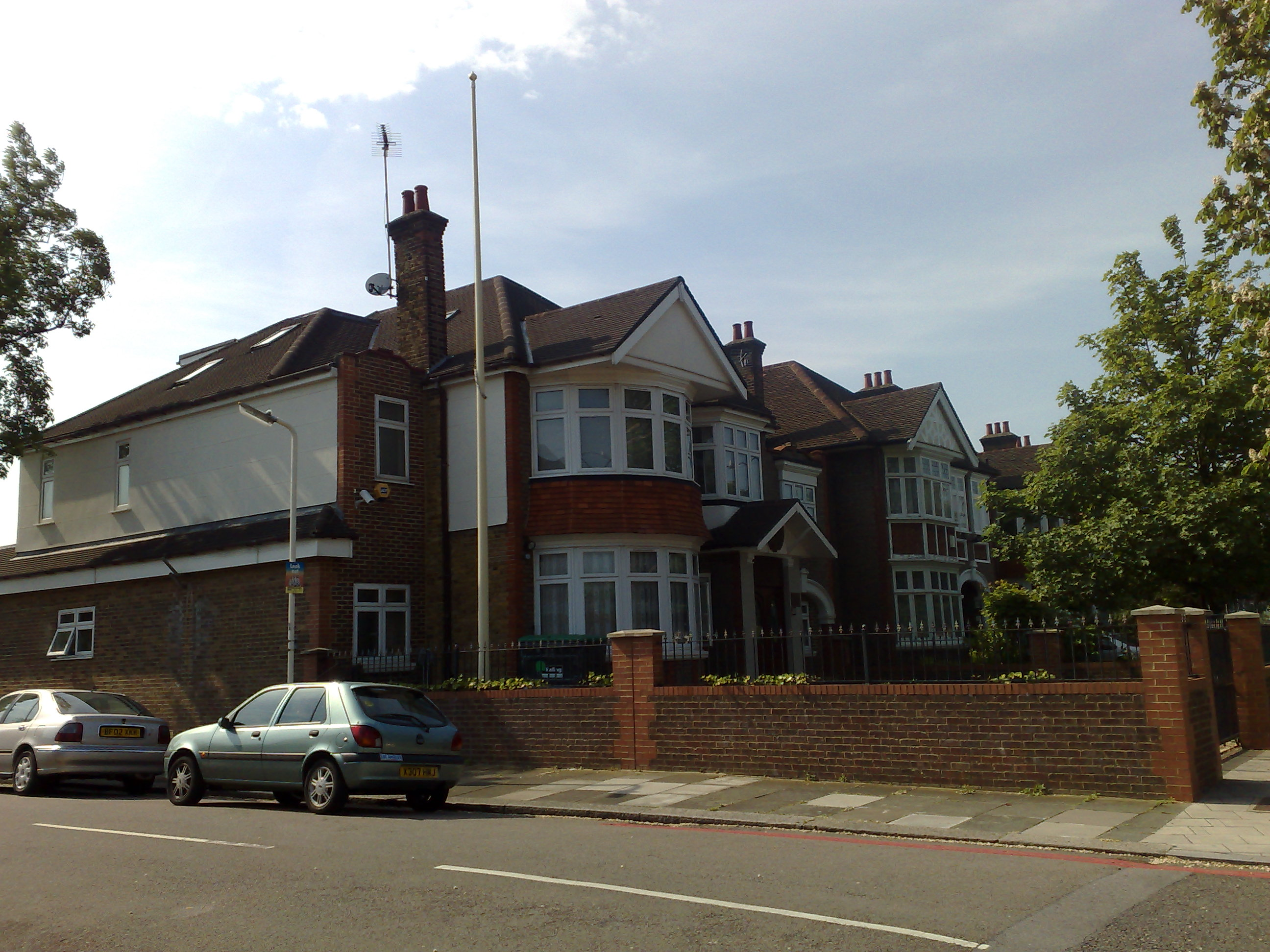
Nordkoreanische Botschaft in London

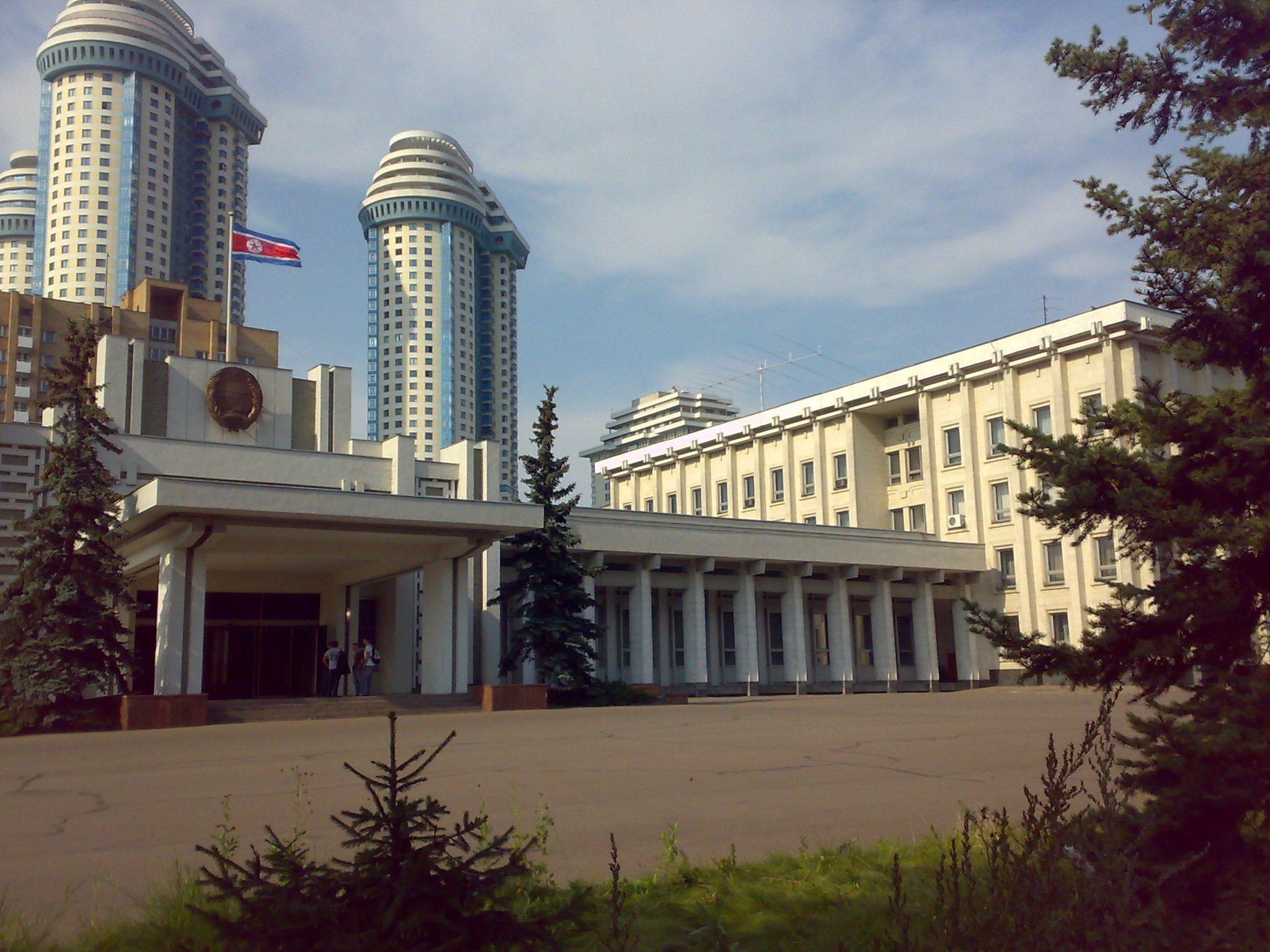
Nordkoreanische Botschaft in Moskau

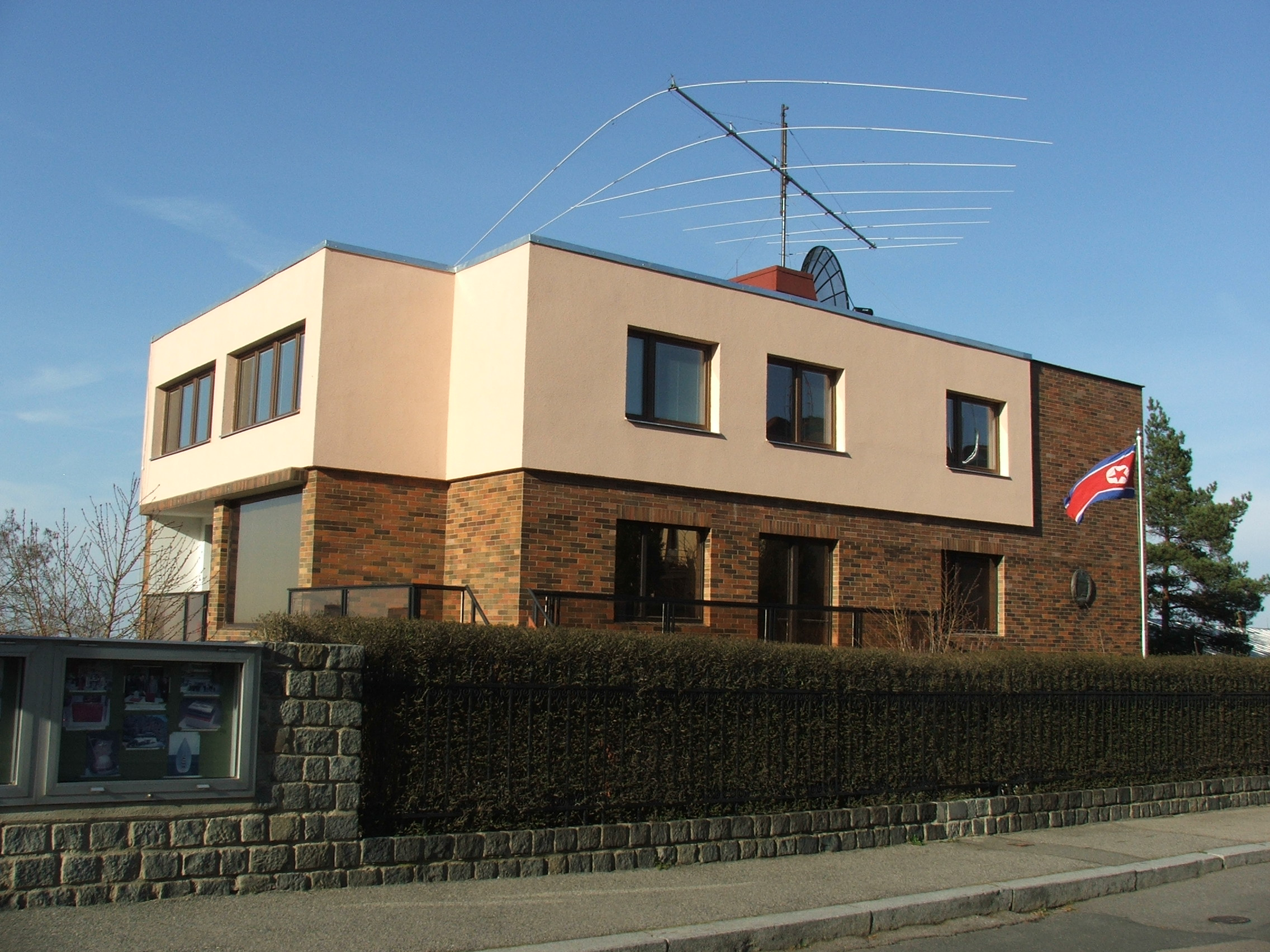
Nordkoreanische Botschaft in Prag

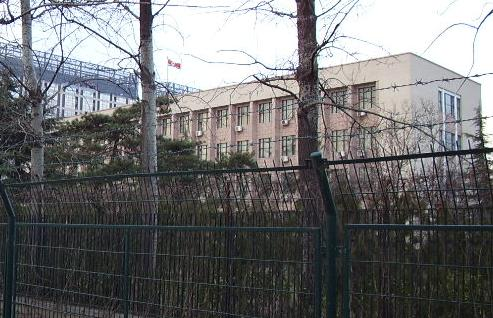
Nordkoreanische Botschaft in Peking

### Afrika
| - Ägypten: Kairo, Botschaft - Algerien: Algier, Botschaft - Äquatorialguinea: Malabo, Botschaft - Äthiopien: Addis Abeba, Botschaft | - Nigeria: Abuja, Botschaft - Südafrika: Pretoria, Botschaft - Tansania: Daressalam, Botschaft |

### Asien
| - Volksrepublik China: Peking, Botschaft - Volksrepublik China: Dandong, Konsularbüro - Volksrepublik China: Shenyang, Generalkonsulat - Indien: Neu-Delhi, Botschaft - Indonesien: Jakarta, Botschaft - Iran: Teheran, Botschaft - Jemen: Sanaa, Botschaft - Kambodscha: Phnom Penh, Botschaft - Kuwait: Kuwait, Botschaft | - Laos: Vientiane, Botschaft - Mongolei: Ulaanbaatar, Botschaft - Myanmar: Rangun, Botschaft - Pakistan: Islamabad, Botschaft - Pakistan: Karatschi, Generalkonsulat - Singapur: Singapur, Botschaft - Syrien: Damaskus, Botschaft - Thailand: Bangkok, Botschaft - Vietnam: Hanoi, Botschaft |

### Europa
| - Bulgarien: Sofia, Botschaft - Deutschland: Berlin, Botschaft - Italien: Rom, Botschaft - Österreich: Wien, Botschaft - Polen: Warschau, Botschaft - Rumänien: Bukarest, Botschaft - Russland: Moskau, Botschaft - Russland: Nachodka, Generalkonsulat | - Russland: Chabarowsk, Konsulat - Schweden: Stockholm, Botschaft - Schweiz: Bern, Botschaft - Spanien: Madrid, Botschaft - Tschechien: Prag, Botschaft - Vereinigtes Königreich: London, Botschaft - Belarus: Minsk, Botschaft |

### Nordamerika
- Kuba: Havanna, Botschaft
- Mexiko: Mexiko-Stadt, Botschaft

### Südamerika
| - Brasilien: Brasília, Botschaft - Venezuela: Caracas, Botschaft |

## Vertretungen bei internationalen Organisationen
- Vereinte Nationen: New York, Ständige Mission
- Vereinte Nationen: Genf, Ständige Mission
- Vereinte Nationen: Paris, Ständige Mission